# 莱孔布
莱孔布（法語：Les Combes，法語發音：[le kɔ̃b]）是法国杜省的一个市镇，位于该省中南部，属于蓬塔利耶区。

## 地理
莱孔布（47°3'33"N, 6°32'40"E）面积17.58 平方千米，位于法国勃艮第-弗朗什-孔泰大區杜省，该省份为法国东部内陆省份，北起上索恩省，西接汝拉省，东部及东南部与瑞士接壤，东北部与贝尔福地区省接壤。
与莱孔布接壤的市镇（或旧市镇、城区）包括：富尔内-吕桑、莫尔托、日耶、格朗孔布沙特勒。
莱孔布的时区为UTC+01:00、UTC+02:00（夏令时）。

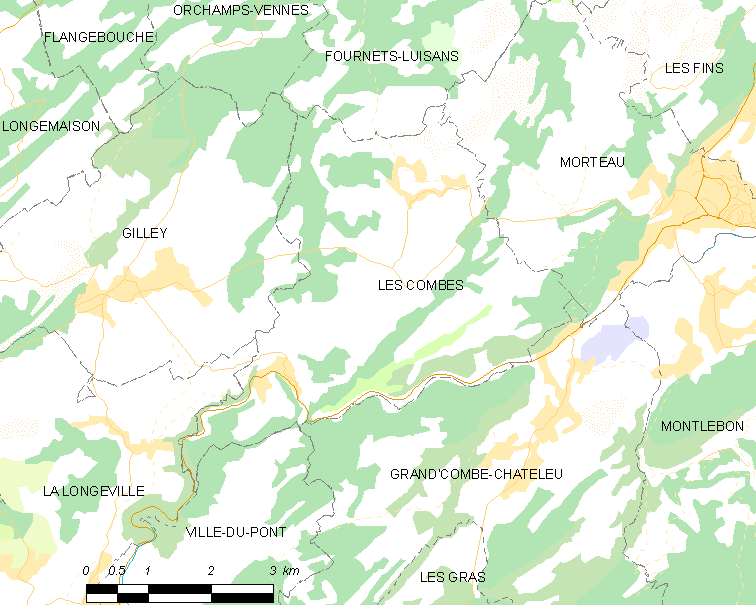
莱孔布的OSM定位图

## 行政
莱孔布的邮政编码为25500，INSEE市镇编码为25160。

## 政治
莱孔布所属的省级选区为莫尔托县。

## 交通
杜省省道D48线和D437线分别经过境内北侧和南侧。

## 人口

1962-2008年间莱孔布人口变化图示

莱孔布于2022年1月1日时的人口数量为770人。